# Mestský basketbalový klub Komárno
L 'M.B.K. Komárno è una società cestistica avente sede a Komárno, in Slovacchia. Fondata nel 1991, gioca nel campionato slovacco.

## Palmarès
- Campionato slovacco: 1

2014-15
- Coppa di Slovacchia: 1

2013
- Alpe Adria Cup: 1

2016-17